# Вітер в обличчя (фільм, 1977)
«Вітер в обличчя» («Üzü küləyə») — радянський телефільм 1977 року, знятий режисером Абдулом Махмудовим на кіностудії «Азербайджанфільм».

## Сюжет
Каспій. Рибальське селище. Тимчасова заборона на промисел осетрових — міра вимушена, інакше цю рибу онуки лише у музеях побачать. Розв'язувати цю проблему вмовили земляка, молодого вченого-іхтіолога Раміза Асадова, який очолив місцевий рибозавод, на базі якого буде створено науково-дослідний центр з вирощування та збереження молодняку осетрових риб.

## У ролях
- Ельхан Ахадзаде — Раміз Асадов
- Таніля Ахмерова — Наргіз
- Гасан Мамедов — Алібіла
- Аділь Іскендеров — Фарман
- Алі Зейналов — Ахмед-Даї
- Камал Худавердієв — Ільяс Мамедович
- Мухтар Манієв — Абульфаз
- Кяміль Магерамов — Худой
- М. Мусаєв — роль другого плану
- Відаді Алієв — роль другого плану
- Ібрагім Алієв — роль другого плану
- Бахадур Алієв — роль другого плану
- Т. Мамедов — роль другого плану
- Зіллі Намазов — роль другого плану
- Ельхан Касумов — роль другого плану
- Земфіра Садихова — роль другого плану

## Знімальна група
- Режисер — Абдул Махмудов
- Сценарист — Октай Оруджев
- Оператор — Заур Магеррамов
- Композитор — Акшин Алі-заде